# Фултон-стрит (Нью-Йоркское метро)
Фултон-стрит (англ. Fulton Street) — пересадочный узел Нью-Йоркского метро. Главные выходы идут к Фултон-стрит, Нассо-стрит и Бродвею.
В пересадочный узел входят станции следующих линий:
- линия Бродвея и Седьмой авеню, Ай-ар-ти,
- линия Восьмой авеню, Ай-эн-ди,
- линия Лексингтон-авеню, Ай-ар-ти,
- линия Нассо-стрит, Би-эм-ти.

На станциях пересадочного узла останавливаются маршруты:
- 2, 4, A, J (круглосуточно),
- 3, 5, C (круглосуточно, кроме ночи),
- Z (в часы пик в пиковом направлении).

На 2019 год пересадочный узел занимает 5-е место по пассажиропотоку: 27 715 365 пассажиров в год.
В ноябре 2014 года была завершена капитальная реконструкция пересадочного узла, включающая возведение комплекса под названием Фултон-Сентер, представляющего собой единый выход для всех четырёх станций, совмещённый с торговым центром.
Рядом с пересадочным узлом расположен Бруклинский мост.
- Строящийся Фултон-Сентер в 2011 году
- Фултон-Сентер изнутри в день открытия, 10 ноября 2014 года

## Платформа линии Бродвея и Седьмой авеню, Ай-ар-ти
|   |   |   |   |
| · | · | · | · |

|   |   |   |   |
| · | · | · | · |

«Фултон-стрит» (англ. Fulton Street) — станция Нью-Йоркского метрополитена, расположенная на линии Бродвея и Седьмой авеню, Ай-ар-ти.  На станции останавливаются маршруты 2 (круглосуточно) и 3 (круглосуточно, кроме ночи). Станция открылась 1 августа 1918 года и состоит из одной островной платформы.
- Именная мозаика
- Бывший вход через здание

## Платформы линии Лексингтон-авеню, Ай-ар-ти
|   |   |   |   |
| · | · | · | · |

|   |   |   |   |
| · | · | · | · |

«Фултон-стрит» (англ. Fulton Street) — станция Нью-Йоркского метрополитена, расположенная на линии Лексингтон-авеню, Ай-ар-ти.  На станции останавливаются маршруты 4 (круглосуточно) и 5 (круглосуточно, кроме ночи). Она представлена двумя боковыми платформами, обслуживающими два пути.
Станция была первой при продлении линии, и с 16 января по 12 июня 1905 года была новой южной конечной точкой линии. Обслуживают её только два пути, а не 4, как на станции Brooklyn Bridge, так как два локальных пути от неё идут к заброшенной с 1945 года станции City Hall, образуя поворот, и только два экспресс-пути должны были по плану идти в Бруклин.
- Картуш с рисунком
- Картуш с буквой "F"
- Именная мозаика
- Вход в метро находится в здании

## Платформы линии Нассо-стрит, Би-эм-ти
| Верхний ярус |   |
| \| · \| · \| |   |
| ·            | · |

| · | · |

| Нижний ярус  |   |
| \| · \| · \| |   |
| ·            | · |

| · | · |

| Верхний ярус |   |
| \| · \| · \| |   |
| ·            | · |

| · | · |

| Нижний ярус  |   |
| \| · \| · \| |   |
| ·            | · |

| · | · |

«Фултон-стрит» (англ. Fulton Street) — станция Нью-Йоркского метрополитена, расположенная на линии Нассо-стрит, Би-эм-ти.  На станции останавливаются маршруты J (круглосуточно) и Z (в часы пик в пиковом направлении). Станция открылась 30 мая 1931 года и состоит из двух боковых платформ. Платформы на разной глубине, платформа северного направления находится под обратной. Вход на платформу северного направления находится на западной стороне улицы Нассо, а на платформу южного — на восточной, вопреки ожидаемому. Переход между платформами — через станцию линии Восьмой авеню, входящую в этот пересадочный узел и служащую для перехода между всеми его частями.
- Мозаика с буквой "F"
- Именная мозаика
- Именная мозаика

## Платформа линии Восьмой авеню, Ай-эн-ди
|   |   |   |   |
| · | · | · | · |

|   |   |   |   |
| · | · | · | · |

«Фултон-стрит» (англ. Fulton Street) — станция Нью-Йоркского метрополитена, расположенная на линии Восьмой авеню, Ай-эн-ди.  На станции останавливаются маршруты A (круглосуточно) и C (круглосуточно, кроме ночи). Станция открылась 1 февраля 1933 года и состоит одной островной платформы. Эта станция перпендикулярна всем остальным станциям пересадочного узла, расположена под ними и служит переходом между ними всеми.
С 1 февраля по 23 июня 1933 года станция была южной конечной точкой линии, до её продления в Бруклин.
В декабре 2010 года станцию переименовали из Broadway — Nassau Street в Fulton Street, так как весь пересадочный узел тоже переименовали в просто Fulton Street.
- Электрическая подстанция, снабжающая станцию энергией
- Мезонин, соединяющий все станции пересадочного узла

## Соседние станции
| Условные обозначения |
| для дней и часов работы маршрутов (более точно указано во всплывающих подсказках при этих обозначениях): |
| --- |
| круглосуточно круглосуточно, кроме ночи круглосуточно, кроме будней днём (либо часов пик) в пиковом направлении в будни днём (и, возможно, вечером) в будни круглосуточно в часы пик в будни днём (либо в часы пик) в пиковом направлении в будни днём (либо в часы пик) в направлении, обратном пиковому в выходные ночью ночью и в выходные (и, возможно, вечером) нет движения поездов |

| Предыдущая станция                   | ЛинияНазвание станции                                | Следующая станция  |
| ------------------------------------ | ---------------------------------------------------- | ------------------ |
| Парк-Плейс · (2 3)                   | линия Бродвея и Седьмой авеню, Ай-ар-ти Фултон-стрит | Уолл-стрит · (2 3) |
| Бруклинский мост — Сити-холл · (4 5) | линия Лексингтон-авеню, Ай-ар-ти Фултон-стрит        | Уолл-стрит · (4 5) |
| Чеймберс-стрит · (A C)               | линия Восьмой авеню, Ай-эн-ди Фултон-стрит           | Хай-стрит · (A C)  |
| Чеймберс-стрит · (J Z)               | линия Нассо-стрит, Би-эм-ти Фултон-стрит             | Брод-стрит · (J Z) |